# Bernardo Caal Xol
Bernardo Caal Xol (Santa Maria Cahabón, 1972) professor, sindicalista i activista a favor dels pobles indígenes i de la natura a Guatemala, conegut per la defensa del riu Cahabón.

## Biografia
Nascut a Santa Maria Cahabón, al departament d' Alta Verapaz de Guatemala, és membre del poble Kektxi i té vuit germans, entre ells María Josefina Caal Xol. L'any 1995 va ser professor d'escola i va ser el secretari general del sindicat de mestres (STEG) a l'Alta Verapaz. S'ha convertit en un dels pioners del moviment de defensa dels recursos hídrics de la seva comunitat. De fet, ha denunciat les irregularitats de les empreses que operen a la seva ciutat natal.

### Persecució per la defensa de les rieres Oxec i Cahabón
D'acord amb l'Organització Internacional del Treball, les construccions realitzades a les terres dels pobles indígenes han de comptar amb el vistiplau d'aquests pobles. El projecte denominat Oxec consta de dues centrals hidroelèctriques (Oxec SA i Oxec II) que exploten els rius Oxec i Cahabón, tots dos pertanyents a l'empresa panamenya Energy Resources Capital Corp, propietat de Florentino Pérez. L'any 2012, l'empresa va obtenir la signatura d'11 pobles que vivien al voltant de les rieres (presumiblement a canvi de diners), però a la zona hi ha 195 pobles. L'any 2015, l'empresa va començar a treballar en el supòsit que comptava amb el vistiplau d'aquests 11 pobles, però sense fer una enquesta real. Tot i que el Tribunal Constitucional de Guatemala va suspendre les obres, el Ministeri de Mines i Energia (MEM) va donar l'ordre de continuar les obres. A més d'oposar-se al projecte Caal Oxec, també es va oposar al projecte hidroelèctric Renace, que explota el riu Cahabón i és propietat de l'empresa espanyola ACS, la filial de la qual a Guatemala es diu Cobra.
L'any 2017, Caal va ser empresonat per presumptament robar material de construcció a NETZONE SA, que gestiona la hidroelèctrica Oxec, l'any 2015 i detenir il·legalment quatre treballadors de l'empresa constructora. Per aquests càrrecs, el 2018 va ser condemnat a set anys de presó. El 2020, Amnistia Internacional el va nomenar pres de consciència, argumentant que els càrrecs contra ell eren una represàlia pel seu activisme. Greenpeace i els relators especials de les Nacions Unides Victoria Tauli-Corpuz, David R. Boyd, Michel Forst i la comissió especial de drets humans i empreses transnacionals també van denunciar l'assetjament a Caal. El març de 2022, Caal va ser alliberat després de mostrar un bon comportament. Un segon cas es va presentar contra Caal el 2017. Quan era professor l'any 2013, suposadament no es va presentar a l'escola durant quatre dies i com a conseqüència va estafar l'Estat, però el cas es va arxivar quatre anys després i no va continuar fins que Caal va sortir de la presó.

## Premis i reconeixements
- El 2019, el Premi Quetzal pels Drets Humans i la Democràcia, atorgat per l'ONG de Guatemala i l'Institut de Criminologia de Lovaina.[4]